# Universitat de Marburg
La Universitat de Marburg, oficialment Philipps-Universität Marburg, es va fundar el 1527 pel Landgravi Felip I de Hessen (dit el Magnànim). És la primera i la més vella universitat protestant del món.
Va ser la universitat principal del Principat de Hessen i es manté com a universitat pública del mateix estat alemany. Actualment té al voltant de 20.000 estudiants i 7.500 empleats. Fa de Marburg an der Lahn, una ciutat de menys de 80.000 habitants, una «ciutat universitària». Encara que les facultats i departaments estiguen agrupats, la Universitat de Marburg no té cap campus.
Marburg és la llar d'una de les facultats de medicina més tradicionals. L'associació de metges alemanys s'anomena Marburger Bund (unió marburguesa).
El 1609, la Universitat de Marburg va ser la primera a establir un professorat de químiques al món.

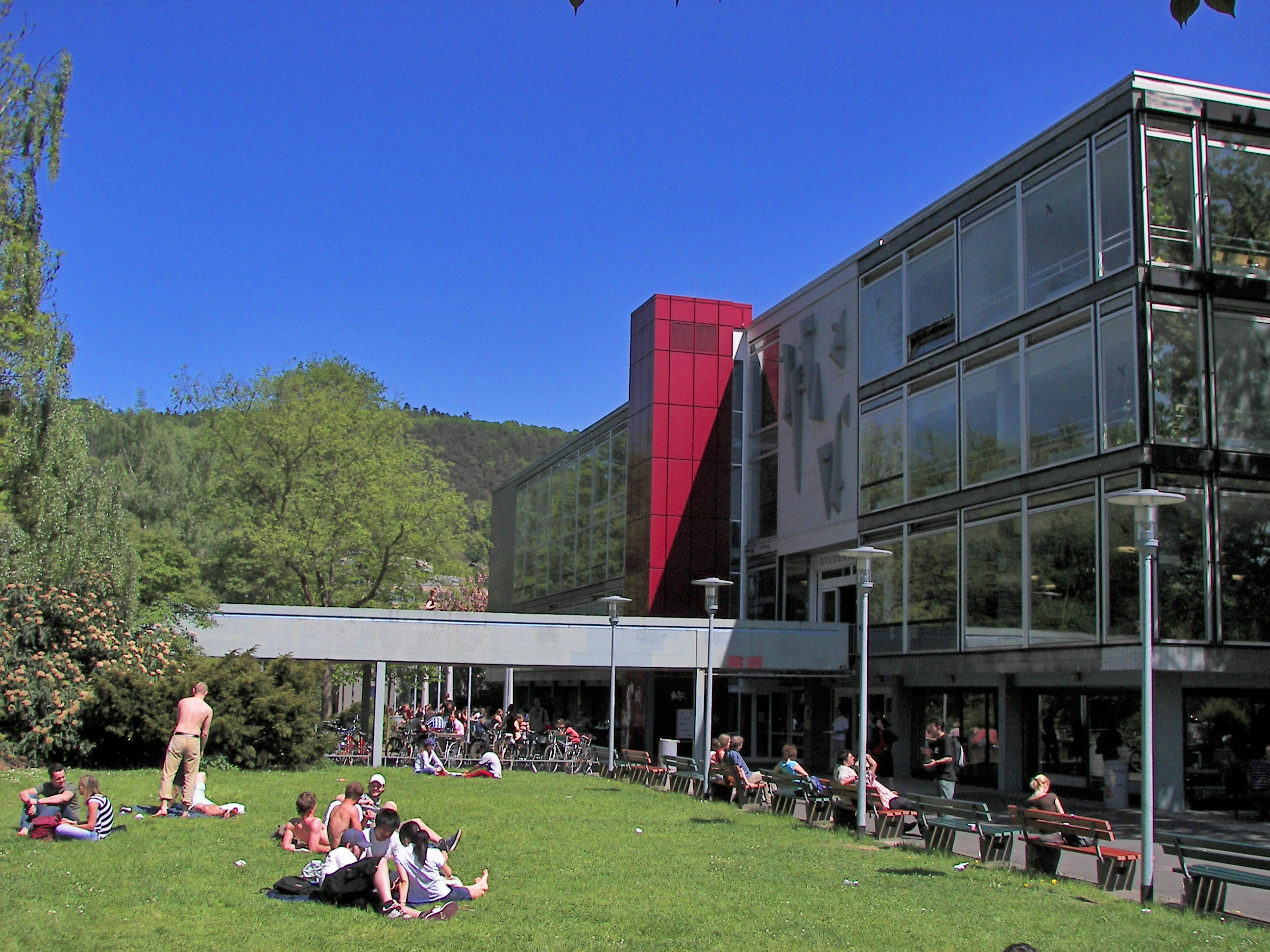
Mensa del Lahntal
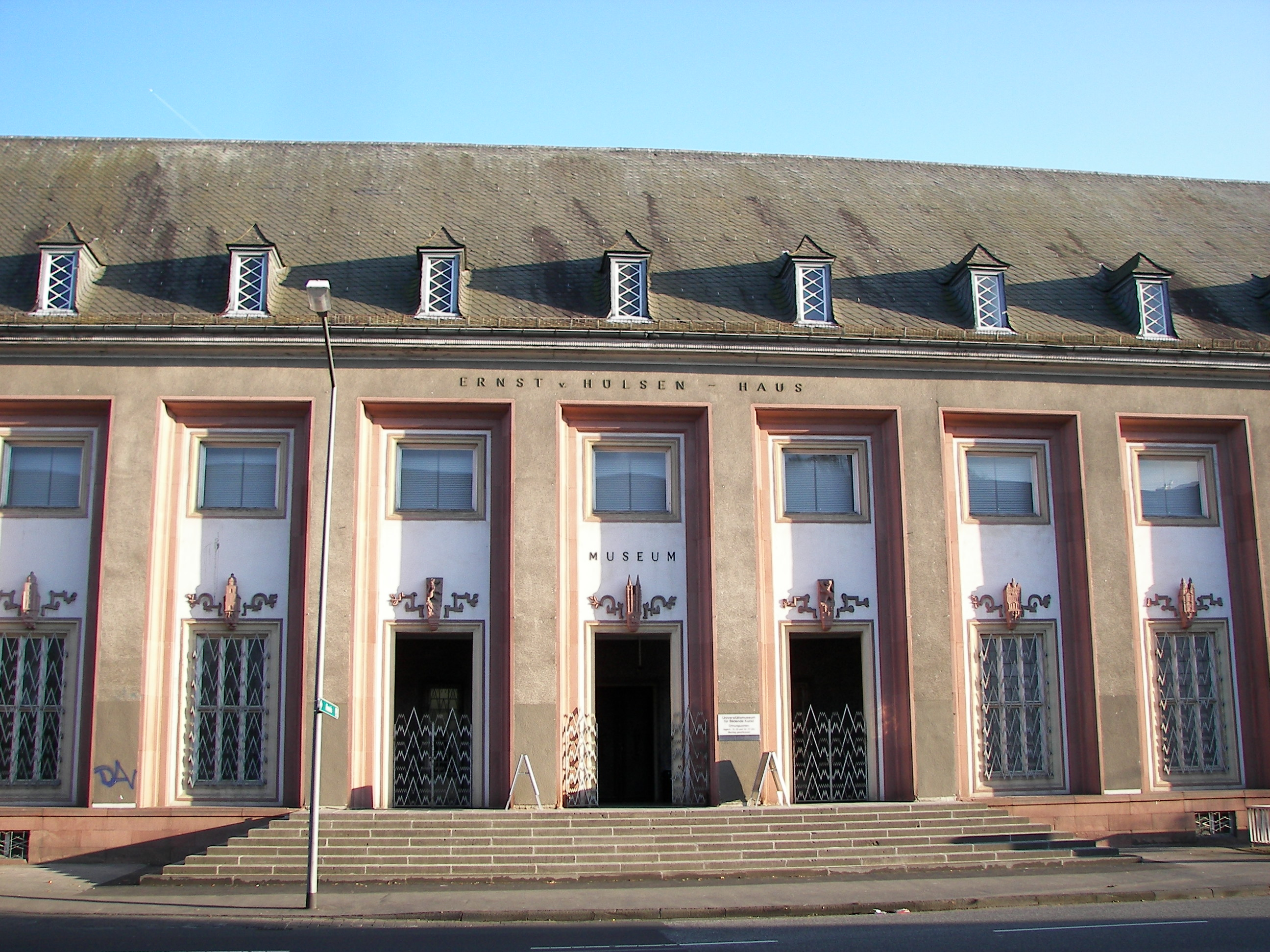
Museu de la universitat
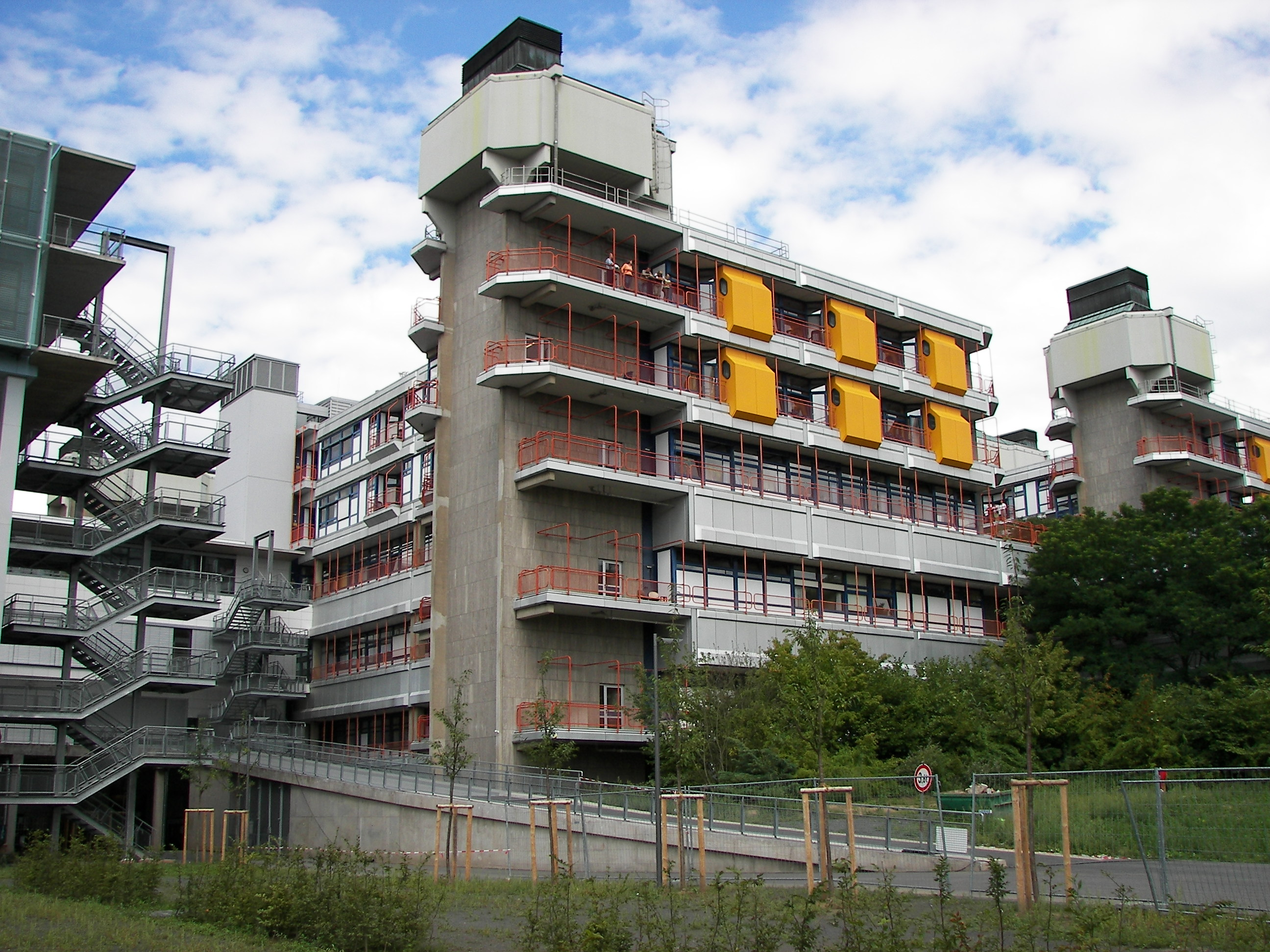
Hospital Clínic de Marburg (Klinikum)
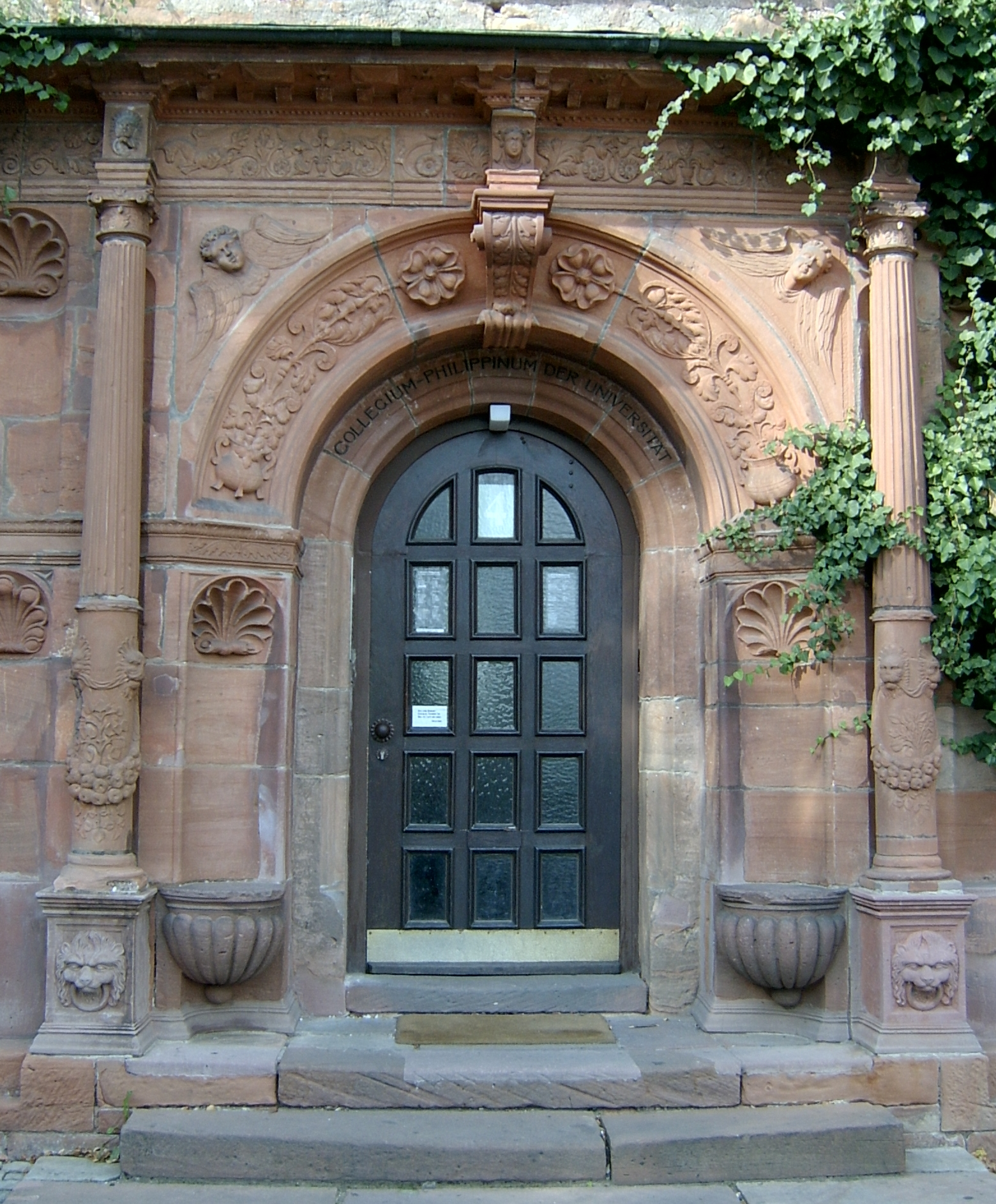
Collegium Philippinum
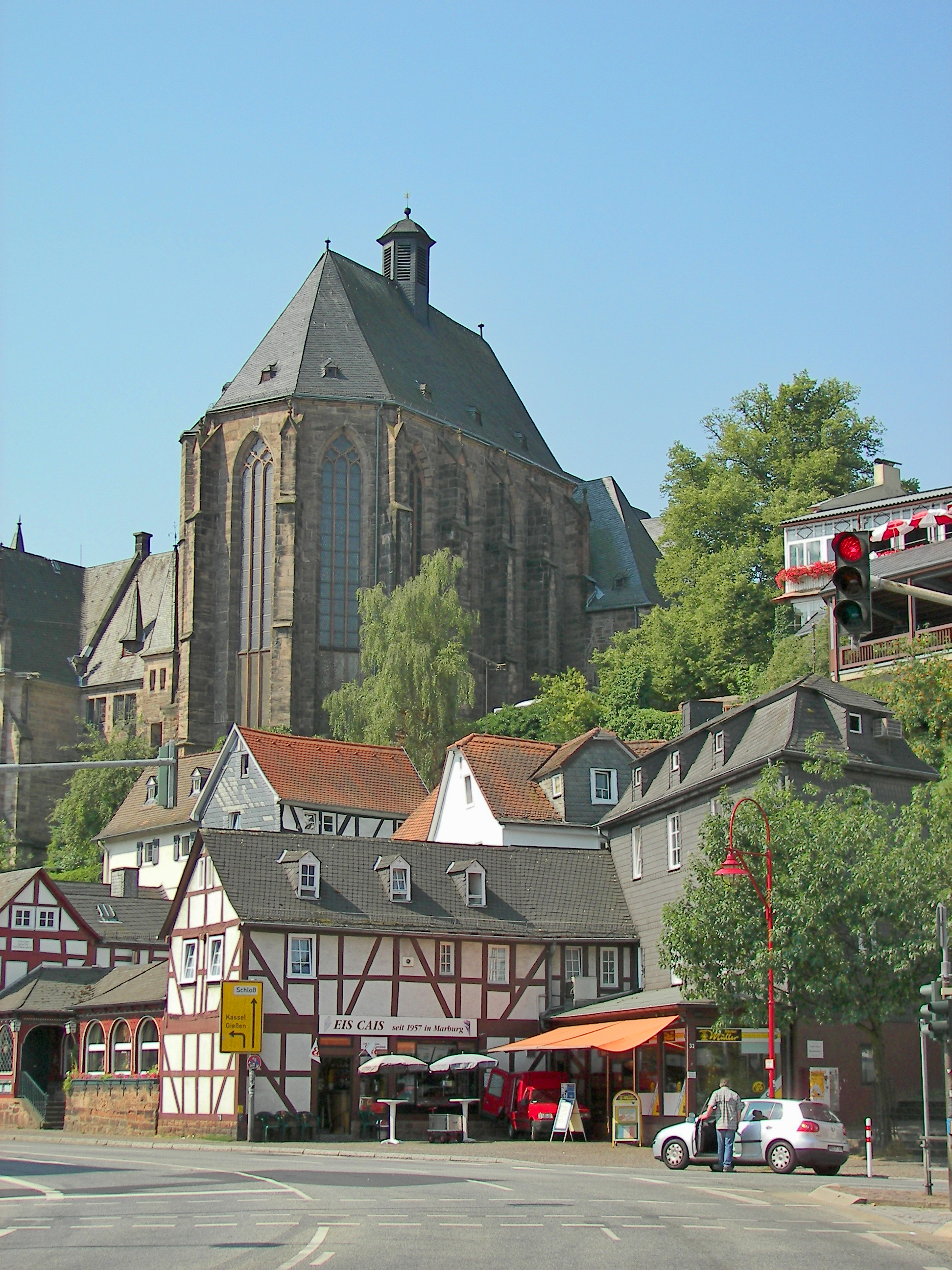
Església de la Universitat - Facultat de Teologia
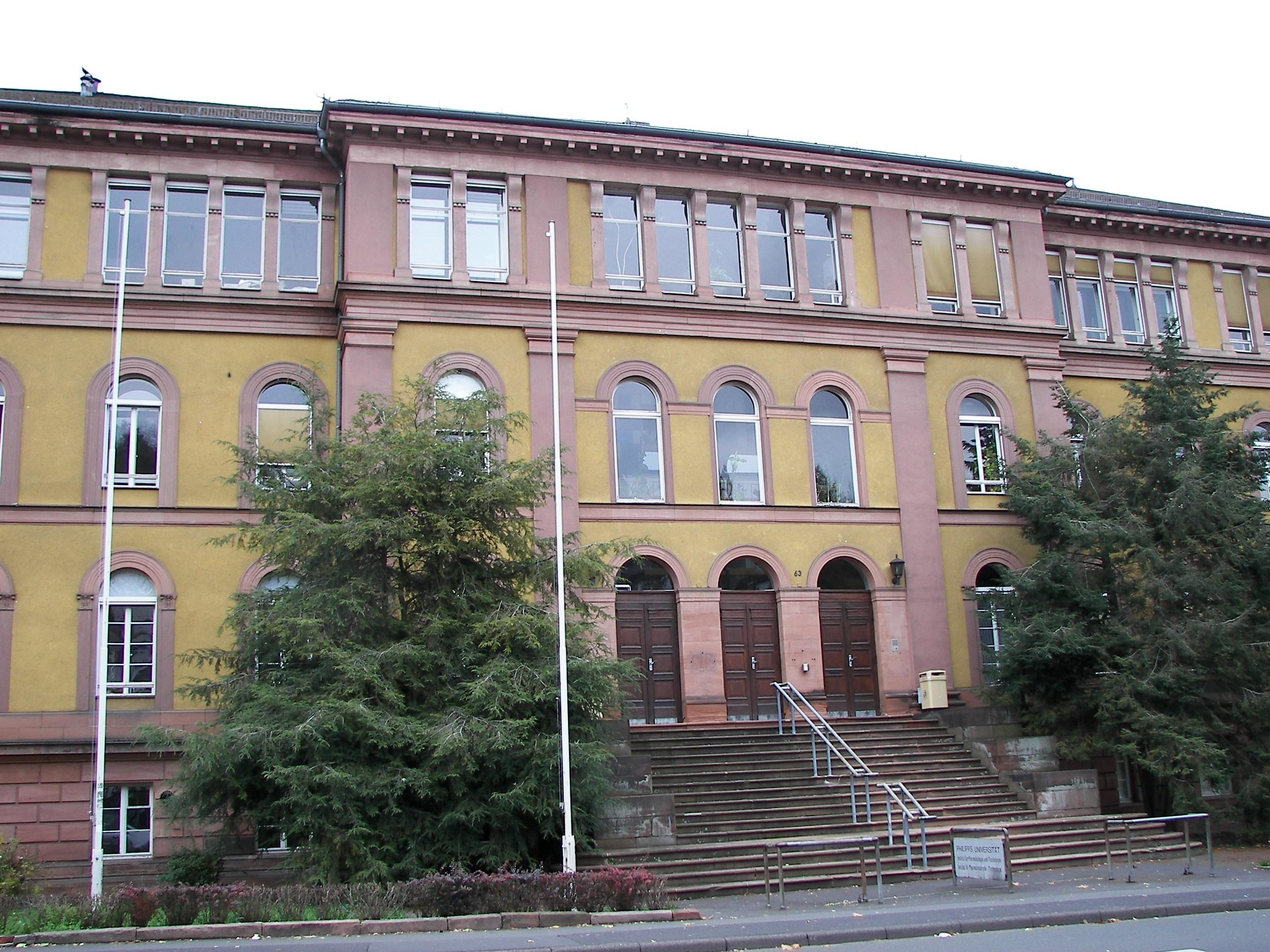
Facultat de Farmàcia
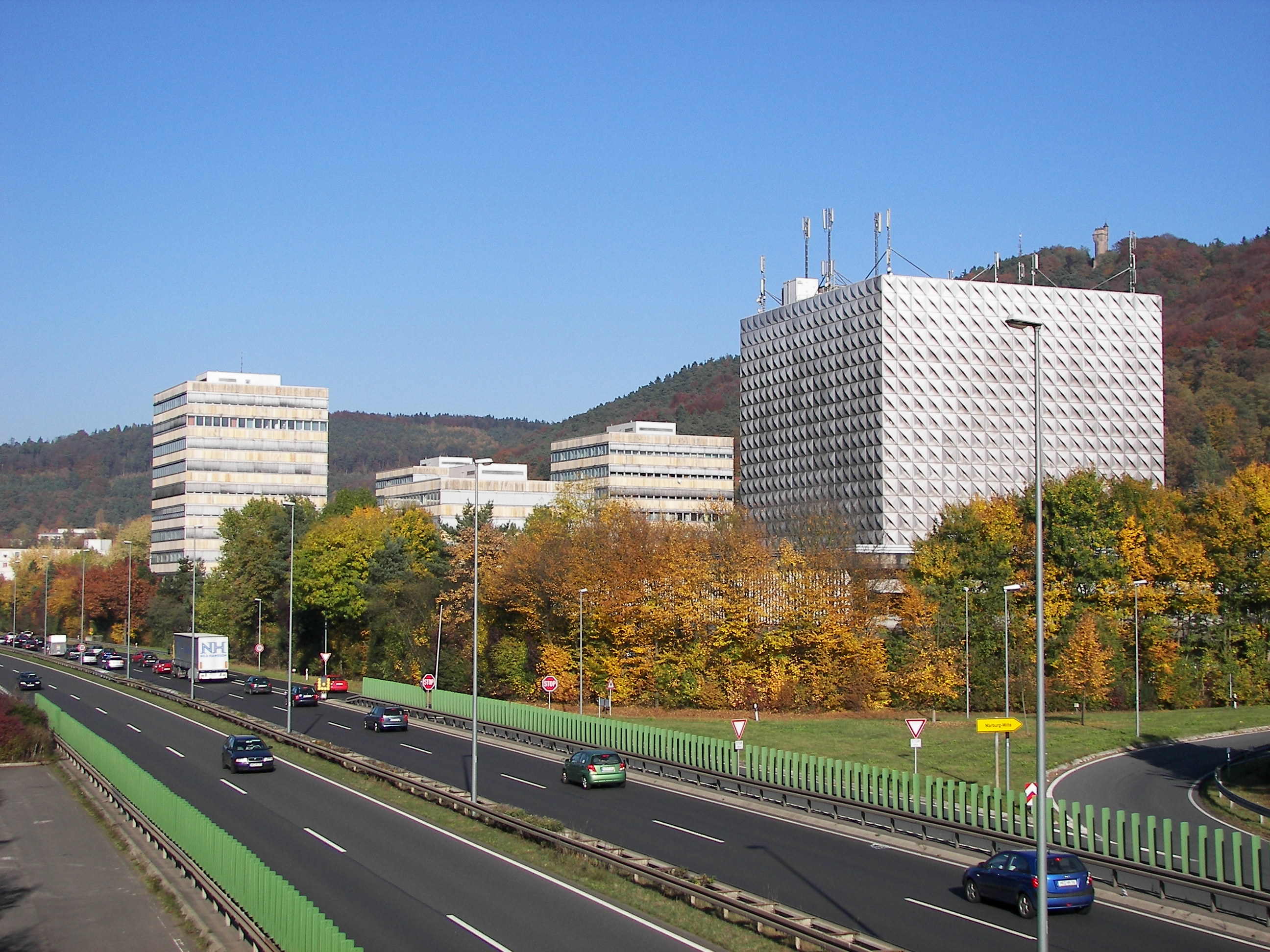
Biblioteca universitària i Institut de Ciències Socials
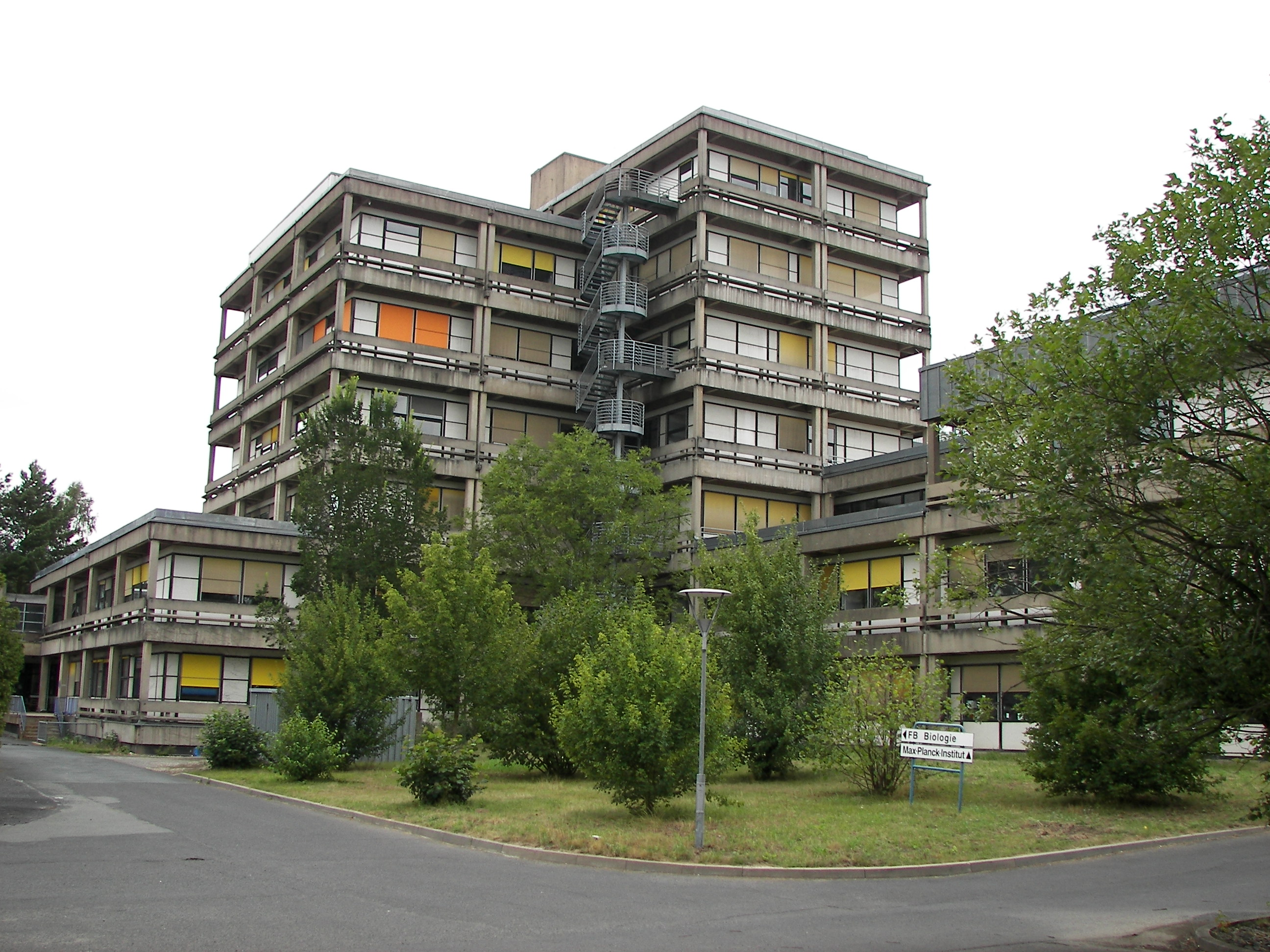
Facultat de Biologia (al Lahnberge)

## Llista de facultats i carreres
La Universitat de Marburg està composta de 17 facultats (Fachbereiche), antigament 21, i aquests subdividits en departaments o instituts.
| Num. FB | Nom de la Facultat (Fachbereich)                  | Carreres | Instituts i departaments |
| ------- | ------------------------------------------------- | --- | --- |
| 01      | Facultat de Dret                                  | Dret | Dret Civil; Dret penal; Dret públic |
| 02      | Facultat d'Administració d'Empreses i Econòmiques | Econòmiques | Ciències empresarials, Economia política, Estadística, Economia del desenvolupament |
| 03      | Facultat de Ciències Socials i Filosofia          | - Filosofia - Etnologia europea/Estudis culturals - Ciències Polítiques - Sociologia - Estudis religiosos - Estudis de Pau i conflicte | Estudis Culturals comparats; Etnologia Europea/Estudis culturals; Filosofia; Ciències Polítiques; Sociologia |
| 04      | Facultat de Psicologia                            | Psicologia | Metodologia i Informàtica; Psicologia biològica i general; Psicopedagogia i psicologia del desenvolupament; Psicologia diferencial i diagnòstic psicològic; Psicologia clínica i psicoteràpia; Psicologia social, de treball i de l'organització         |
| 05      | Facultat de Teologia Protestant                   | - Teologia protestant - Teologia catòlica | Antic testament; Nou testament; Història de l'Església; Teologia sistemàtica, Ètica social, Història de la religió; Teologia pràctica. |
| 06      | Facultat d'Història i Estudis Culturals           | - Història - Arqueologia - Estudis xinesos (Sinologia) - Estudis japonesos | Prehistòria i història primerenca; Arqueologia clàssica; Història antiga; Història medieval; Història recent; Història de l'est d'Europa; Història social i econòmica; Ciències bibliotecàries i auxiliars de la història; Estudis japonesos; Sinologia. |
| 09      | Facultat d'Estudis germànics i Història de l'Art  | - Filologia germànica - Història de l'Art - Disseny gràfic | Lingüística alemanya de l'Edat Mitjana; Literatura i Audiovisual alemanya; Lingüística alemanya; Atles lingüístic d'Alemanya; Musicologia; Història de l'Art; Arxiu gràfic Foto Marburg; Pintura i disseny gràfic.                                       |
| 10      | Facultat de Llengües i Cultures estrangeres       | - Filologia anglesa - Tecnologia del llenguatge - Filologia clàssica (Llatí i Grec antic) - Filologia llatina medieval - Estudis orientals (Índia, Tibet, Israel, Egipte..) - Lingüística comparada - Estudis cèltics - Filologia romànica (francès, italià, castellà, català, portuguès) - Filologia eslava | Estudis lingüístics anglesos i americans; Estudis de llengües clàssiques; Llatí de l'Edat mitjana i Època actual; Lingüística i estudis orientals; Estudis de llengües romàniques, Estudis de llengües eslaves.                                          |
| 12      | Facultat de Matemàtiques i Informàtica            | - Matemàtiques - Ciències informàtiques | Matemàtica pura; Matemàtica aplicada; Informàtica |
| 13      | Facultat de Física                                | Física | Física Aplicada; Física experimental; Física teorètica |
| 15      | Facultat de Químiques                             | Química | Química analítica; Química inorgànica; Bioquímica; Química per a l'Educació; Química macromolecular; Química orgànica; Química física i Radioquímica; Química teorètica/Química computacional.                                                           |
| 16      | Facultat de Farmàcia                              | Farmàcia | Història de la Farmàcia; Farmacologia i toxicologia; Biologia farmacèutica; Química farmacèutica; Tecnologia farmacèutica. |
| 17      | Facultat de Biologia                              | Biologia | Biologia cel·lular; Microbiologia; Genètica; Protecció mediambiental; Ecologia; Botànica i Micologia especial; Fisiologia vegetal i fotobiologia; Fisiologia animal; Zoologia especial i evolució animal; Biologia del desenvolupament i parasitologia.  |
| 19      | Facultat de Geografia                             | Geografia | Cartografia; Geografia cultural; Geografia física |
| 20      | Facultat de Medicina                              | - Medicina - Odontologia - Biologia humana - Ciències Biomèdiques - Fisioteràpia | Medicina humana; Medicina dental; Biologia humana; Fisioteràpia. |
| 21      | Facultat d'Educació                               | Pedagogia | Educació; Teoria i mètodes de l'educació a les escoles; Ciències dels esports; Motologia. |